# Dejan Petrovič
Dejan Petrovič (12 de enero de 1998) es un futbolista esloveno que juega en la demarcación de centrocampista para el H. N. K. Rijeka de la Primera Liga de Croacia.

## Selección nacional
Tras jugar con la selección de fútbol sub-15 de Eslovenia, la sub-16, la sub-17, la sub-18, la sub-19 y la sub-21, finalmente debutó con la selección absoluta el 7 de octubre de 2020. Lo hizo en un partido amistoso contra San Marino que finalizó con un resultado de 4-0 a favor del combinado esloveno tras los goles de Haris Vučkič, Rajko Rep y un doblete de Nemanja Mitrovič.

## Clubes
| Club            | País      | Año       | Partidos | Goles |
| --------------- | --------- | --------- | -------- | ----- |
| NK Aluminij     | Eslovenia | 2015-2020 | 136      | 5     |
| SK Rapid Viena  | Austria   | 2020-2023 | 82       | 0     |
| H. N. K. Rijeka | Croacia   | 2023-     | 67       | 2     |

## Palmarés

### Títulos nacionales
| Título                  | Club            | País    | Año  |
| ----------------------- | --------------- | ------- | ---- |
| Primera Liga de Croacia | H. N. K. Rijeka | Croacia | 2025 |
| Copa de Croacia         | H. N. K. Rijeka | Croacia | 2025 |